# رام (نوشیدنی)
رام (به فرانسوی: Rhum) یا عرق نیشکر یک نوع نوشیدنی الکلی تقطیری است که از تخمیر و سپس تقطیر ملاس نیشکرها یا آب نیشکر به دست می‌آید. این نوع عرق می‌تواند از محصولات نیشکر مانند ملاس یا به صورت مستقیم از شیره نیشکر گرفته می‌شود.
رام در درجات مختلفی تولید می‌شوند: رام سبک معمولاً در کوکتل‌ها استفاده می‌شوند، در حالی که رام‌های «طلایی» و «تاریکی» به‌طور معمول به صورت خالص - بدون مخلوط یا با یخ ("روی سنگ‌ها "- به اینگلئسی - "On the Rocks"). رام مرغوب استفاده می‌شود به صورت خالص یا با یخ.
ریشهٔ کلمه رام معلوم نیست. بهترین فرض پذیرفته این است که از واژه "رومبالیون" (به انگلیس: "rumbullion")، واژه rum  به معنی جوشاندن ساقه نیشکر است  گرفته شده است.  همچنین  احتمال داده می شود که از کلمه "رومبوستیون" (به انگلیس: "rumbustion")، کلمه زبان عامیانه برای "غوغا" - هیاهو و سر و صدای زیاد است درست شده باشد .

## نظریه‌ها دیگر
- معمولاً مربوط می‌شود به زبان عامیانه بریتانیایی «رام» منظور به کیفیات عالی - ترکیب «رام بووز»[۵] تأیید این چیزها. اما به خاطر تندی رام قدیم، این دلیل بعید است.
- از کلمه "ایتروم" (به لاتین: iterum) - دوباره یا به فرانسوی - arôme، که منظورش عطر.
- از لیوان‌ها بزرگ که دریانوردان هلندی که اسمسون هم بود "روممرس" (به انگلیس "rummers") از کلمخ هلندی "رواممر" (roemer) - لیوان نوشیدان.
- این مرتبط است با رامبوزل و رامفاستیان، نوشیدنی‌های محبوب بریتانیایی در واسط قرن ۱۷. با این حال، هیچ‌کدام از آنها با رام ساخته نمی‌شدند، بلکه با تخم مرغ، آبجو، شراب، شکر و ادویه‌های مختلف تهیه می‌شدند.

صرف نظر از منبع اصلی، این نام تا سال ۱۶۵۴ (میلادی ۱۶۵۵) که دادگاه عمومی کانکتیکت دستور مصادره «هر گونه مشروبات باربادوس، که معمولاً رام، شیطان‌کش و مانند آن نامیده می‌شود» را صادر کرد، مدت کوتاهی بعد در می ۱۶۵۷ (میلادی می ۱۶۵۷)، دادگاه عمومی ماساچوست نیز تصمیم گرفت فروش مشروبات قوی را «چه با نام رام، آب قوی، شراب، براندی و غیره شناخته شود» غیرقانونی کند.
در حال حاضر، بیشترین نامگذاری انواع رام  مربوط به محل تولید آن است. مثلا برای رام‌هایی تولیدی در در آمریکای لاتین و کشورهای که اسپانیایی زباناز کلمه «رون» استفاده می‌شود. مانند «رون آنیخو» (روم سالخورده) که یک نوشیدنی الکلی عالی است.  .

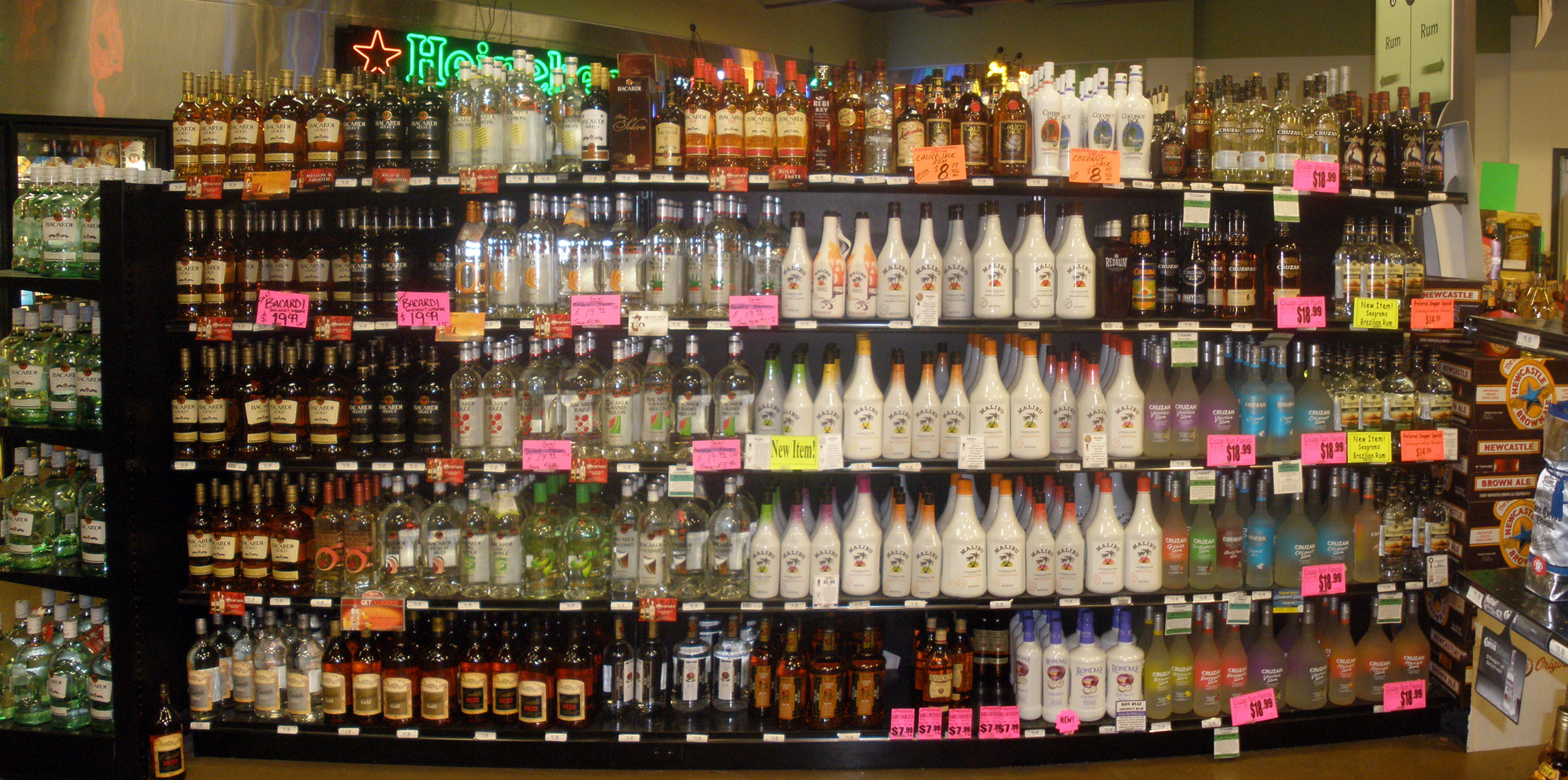
رام در یک فروشگاه مشروبات الکلی

- مشروب شناخته‌شده‌ای به‌عنوان رام در یک بطری قوطی‌دار که بر روی کشتی جنگی سوئدی واسا، که در سال ۱۶۲۸ (میلادی) غرق شد، پیدا شده است.[۸]
- یک نوشیدنی اولیه شبیه رام، برم (brum) است که توسط مردم مالایی برای هزاران سال تولید شده است.[۹]
- مارکو پولو گزارشی از قرن چهاردهم دربارهٔ "شراب بسیار خوبی از شکر (نیشکر)" ثبت کرده است که در منطقه‌ای که به ایران امروزی تبدیل شد، به او ارائه شده بود.[۱۰]
- ماریا دمبینسکا اظهار می‌کند که پیتر یکم قبرس که به قل معروف پیار ۱ ده لوسیکنان (۹ اکتبر ۱۳۲۸–۱۷ ژانویه ۱۳۶۹) برایش رام آورد به عنوان هدیه به مقام سلطنتی دیگر توی کنگره کراکوف تو ۱۳۶۴.[۱۱] برای هم این دلیل، امکان که قبرس یک از بزرکترین تولیدکننده شکر در قرون وسطی.[۱۲] با وجود که دمبینسکا اسم رم زد، رم قدیم با رم معمولی فرق‌ها مختالف بین این دو تا هستان.
- دمبینسکا هم پیشنهاد داد که رام قبرس به زیاد وقت‌ها مخلوط بود با نوشیدنی شیر بادام که معروف به اسم سومادا.[۱۳]
- تولید رام هم ثبت شده است تو برزیل در ۱۵۲۰.[۱۴]
- .[۱۵] شهیدهو، نوشیدانی که تولید شده از تخمیر اب نیشکر ذکر شده است توی کتاب سانسکریت.

## شمال آمریکا کلنیالی -
بعد از توسعه رام در کارائیب، محبوبیت این نوشیدانی در شمال آمریکا کلنیالی گسترش یافت. برای پشتیبانی خواستان این نوشیدانی، اولین کارخانه تقطیر رام در ۱۶۶۴ در جزیره ستاتن مستعمرات سیزده‌گانه راه انداخت.
تولید رام بزرگ‌ترین و معروفترین صنعت برای نیوانگلند کلنی شد. نیوانگلند شد مرکز تقطیر به دلیل مهارت‌های فنی، فلزکاری، کوپرسازی و فراوان چوب. رام که انجاه تولید شده نورتر بود، مثل ویسکی.
زیاد از رام صادر شد و دستگاه‌های تقطیر تو نیوپورت رود آیلند رم قویتار برای حقوق غلام‌ها. برای بازی از وقت رم رود آیلند و طلا اضافه شدن به صورت ارز پذیرفته تو اروپا.